# 日本消化器外科学会
一般社団法人日本消化器外科学会（にほんしょうかきげかがっかい、英称：The Japanese Society of Gastroenterological Surgery, JSGS）は、日本の医師（主に消化器外科医）および医学研究者を対象とした学術組織である。日本医学会分科会の一つであり、また日本学術会議の協力学術研究団体である。

## 概要
会員数約21,000人を擁する世界最大の消化器外科の学会で、主に消化器外科医で構成される。1968年4月12日に中山恒明らによって発足された。日本では2人に1人ががんになり、3人に1人ががんで死亡するが、すべてのがんのうち50%強を消化器がんが占めており、消化器がん診療においては、外科手術、内視鏡治療などを行う消化器外科医が中心的な役割を果たしている。また、消化器外科医は、がん以外にも良性疾患と呼ばれる胆石症、急性虫垂炎、腸閉塞、痔、ヘルニア、炎症性疾患（クローン病など）など、多岐にわたる病気の診療にあたっている。学会の特徴としては、業績による評議員選出、大規模な学術集会、質の高い和文誌、厳しい専門医制度、大規模な臨床データベース事業などが挙げられる。また、機関誌の完全電子化（ペーパーレス化）、教育事業のeラーニング化、YouTube・Facebookの公式アカウントの設置も実施している。

## 活動
年2回の学術集会の開催、学術雑誌の発行、会員のための教育事業の実施、消化器外科専門医・指導医の認定、市民公開講座の開催などがあり、これらの事業を通して、消化器外科学の発展や市民に対する質の高い消化器外科医療の提供を目指している。

## 沿革
- 1968年（昭和43年）日本消化器外科学会発足、第1回日本消化器外科学会総会開催
- 1969年（昭和44年）日本消化器外科学会雑誌第1巻第1号発行、第1回日本消化器外科学会大会開催
- 1976年（昭和51年）日本医学会加盟
- 1984年（昭和59年）専門医制度発足、会員数10,000人突破
- 1994年（平成6年）会員数20,000人突破
- 2000年（平成12年）ホームページ公開、教育集会開始
- 2003年（平成15年）法人格取得（有限責任中間法人）、消化器外科専門医の医業広告可能に[3]
- 2004年（平成16年）日本消化器外科学会雑誌オンライン・ジャーナル公開
- 2006年（平成18年）理事長制導入
- 2007年（平成19年）消化器外科手術調査開始
- 2008年（平成20年）診療科名「消化器外科」の標榜可能に[4]、法人格変更（一般社団法人）
- 2010年（平成22年）Japan Digestive Disease Week参加、National Clinical Database参加
- 2011年（平成23年）日本消化器外科学会雑誌完全電子化、教育講座（eラーニング）開始
- 2012年（平成24年）日本消化器外科学会賞創設
- 2013年（平成25年）NCD Annual Report公開、学術情報XML推進協議会参加、Web会議システム導入
- 2014年（平成26年）役員・会長選挙電子投票システム導入、Society of Surgical Oncology 海外研修プログラム開始
- 2015年（平成27年）評議員の定数に女性枠を設置、総会の発表スライドを英語化、Society of Surgical Oncology ジョイントシンポジウム開始、JESUS（Japanese skill education for young gastroenterological Surgeons；消化器外科手術手技講習会）開始
- 2016年（平成28年）特定術式のNCD術前前向き登録開始
- 2017年（平成29年）Annals of Gastroenterological Surgery創刊

## 出版物
日本消化器外科学会雑誌（年12回発行）、Annals of Gastroenterological Surgeryを発行している。

## 関連団体
- 日本学術会議
- 日本医学会連合
- 日本医学会
- 外科関連学会協議会
- 外科関連専門医制度委員会
- 消化器外科データベース関連学会協議会
- 消化器外科関連専門医制度協議会
- 外科系学会社会保険委員会連合
- 日本専門医機構
- Japan Digestive Disease Week（JDDW）
- National Clinical Database（NCD）
- 人工膵臓治療関連学会協議会
- 臓器移植関連学会協議会
- 学術情報XML推進協議会
- 日本から外科医がいなくなることを憂い行動する会
- 日本外科学会
- 日本胸部外科学会
- 日本小児外科学会
- 日本食道学会
- 日本胃癌学会
- 日本大腸肛門病学会
- 大腸癌研究会
- 日本肝胆膵外科学会
- 日本肝癌研究会
- 日本膵臓学会
- 日本内視鏡外科学会
- 日本腹部救急医学会
- 肝臓内視鏡外科研究会
- 膵臓内視鏡外科研究会
- 日本肝移植研究会

## 関連事項
- 医学 / 看護学 / 薬学
- 消化器外科学 / 外科学 / 一般外科学 / 消化器学 / 腫瘍学 / 放射線学
- 手術 / 腹腔鏡 / 内視鏡
- 臓器移植
- 化学療法
- 放射線治療
- ターミナルケア / 緩和医療
- 悪性腫瘍 / 腫瘍 / 癌腫 / 肉腫 / 良性腫瘍 / 発癌性
- 医師 / 看護師 / 薬剤師
- 臨床工学技士 / 臨床検査技師
- 医療ドラマ / 医療漫画 / ブラック・ジャック
- 日本学術会議協力学術研究団体
- 日本医学会 / 学会の一覧
- 学会認定専門医
- Category:日本の外科医